# Henryk Borowski
Henryk Borowski (ur. 14 lutego 1910 w Płocku, zm. 13 listopada 1991 w Warszawie) – polski aktor teatralny i filmowy.

## Życiorys

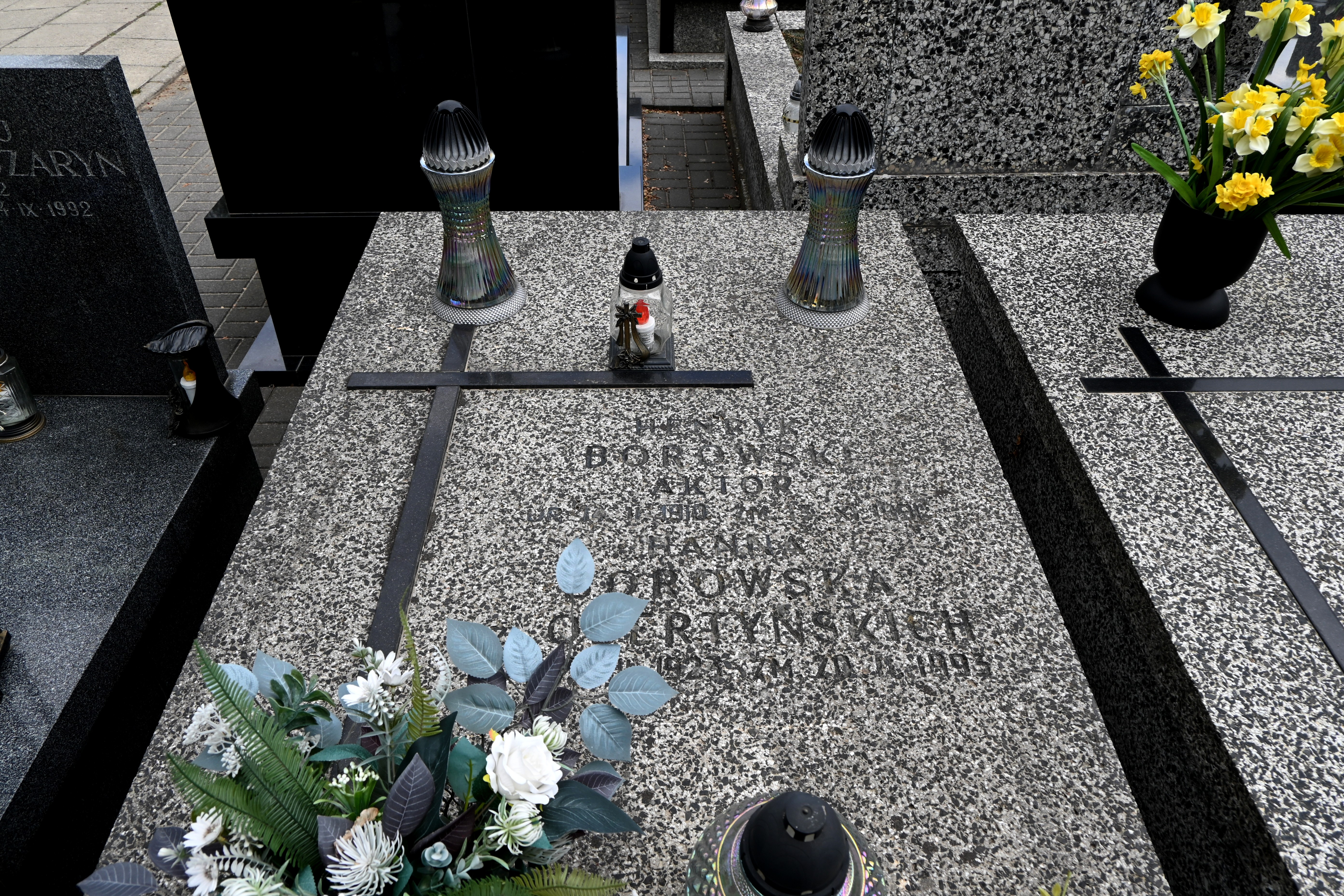
Grób Henryka Borowskiego na cmentarzu parafialnym w Starych Babicach

Uczęszczał do Liceum Ogólnokształcącego im. Władysława Jagiełły w Płocku. Po skończeniu szóstej klasy, z rodzicami przeniósł się do Warszawy. Tam w 1934 ukończył Państwowy Instytut Sztuki Teatralnej. Aktorstwa uczył się pod okiem Stanisławy Wysockiej, Juliusza Osterwy, Leona Schillera, Stefana Jaracza. Przed II wojną światową grał w wileńskim Teatrze na Pohulance (1934–1937), Teatrze Miejskim we Lwowie (1937–1938), Teatrze Buffo w Warszawie (1938–1939).
W czasie okupacji niemieckiej pracował fizycznie, brał też udział w konspiracyjnym życiu artystycznym Warszawy. Walczył w powstaniu warszawskim.
Po wojnie występował w łódzkich teatrach: Wojska Polskiego (1945–1949), Kameralnym Domu Żołnierza (1949), następnie warszawskich: Współczesnym (1949–1958, 1960–1991), Polskim (1958–1960). Występował także w spektaklach Teatru Telewizji i słuchowiskach Teatru Polskiego Radia. W latach 1947–1958 był wykładowcą w warszawskiej PWST. Od 1979 członek zasłużony SPATiF-ZASP.
Zmarł w Warszawie, pochowany na cmentarzu parafialnym w Starych Babicach.

## Filmografia
- 1946: Zakazane piosenki – wykonawca wyroku na Marii Kędziorek
- 1949: Za wami pójdą inni – profesor Brzozowski
- 1950: Miasto nieujarzmione – nazwisko pojawia się w napisach „Robinsona warszawskiego”
- 1954: Trudna miłość – Bielecki
- 1954: Autobus odjeżdża 6.20 – Słaboński, kier. działu kadr w hucie „Bolesław”
- 1954: Domek z kart – redaktor gazety
- 1956: Pożegnanie z diabłem – Maciej Rubach, ojciec Jasia
- 1957: Król Maciuś I – minister spraw wewnętrznych
- 1959: Kamienne niebo – profesor
- 1960: Krzyżacy – Zygfryd de Löwe, komtur Szczytna
- 1962: I ty zostaniesz Indianinem – Jerzy Kubiak, ojciec Mirka
- 1966–1968: Klub profesora Tutki – sędzia, rozmówca profesora Tutki
- 1966: Mistrz – mecenas
- 1967: Tortura nadziei – inkwizytor
- 1968: Hrabina Cosel – minister Adolf Magnus Hoym
- 1968: Hrabina Cosel (serial) – minister Adolf Magnus Hoym
- 1969: Pożarowisko – Warecki, kolega Rojeckiego
- 1970: Epilog norymberski – Joachim von Ribbentrop
- 1972: Kopernik – Tiedemann Giese
- 1972: Kopernik – Tiedemann Giese (odc. 3)
- 1972: Wesele – Dziad
- 1972: Kaprysy Łazarza – Jacenty
- 1975: Noce i dnie – Klemens, stryj Bogumiła
- 1984: 5 dni z życia emeryta – emeryt Brodowski, kawiarniany znajomy Bzowskiego
- 1985: Jezioro Bodeńskie – Wildermayer
- 1988: Alchemik – ojciec Salezy
- 1988: Alchemik Sendivius – ojciec Salezy

## Teatr Telewizji
- 1957: Julietta ze snów – Georges Neveaux – reżyseria: Czesław Szpakowicz

Goście o zmierzchu – Krystyna Salaburska – reżyseria: Władysław Sheybal
- 1958: Zawieja – Wiera Panowa – reżyseria: Stanisław Wohl
- 1960: Zemsta – Aleksander Fredro – reżyseria: Jerzy Kreczmar

Amy Foster – Joseph Conrad – reżyseria: Adam Hanuszkiewicz
- 1961: Rzecz o teatrze – Johann Wolfgang von Goethe – harfiarz – reżyseria: Stanisław Wohl
- 1962: Krzyżówka – Michał Choromański – sąsiad – reżyseria: Jerzy Gruza

Męczeństwo Piotra Ohey’a – Sławomir Mrożek – Piotr Ohey – reżyseria: Erwin Axer
Pan Topaz – Pagnol Marce – Muche – reżyseria: Edward Dziewoński
- 1963: Szkoda wąsów – Ludwik A. Dmuszewski reżyseria: Tadeusz Aleksandrowicz

Dym – William Faulkner – reżyseria: Ludwik René
Pierwszy dzień wolności – Leon Kruczkowski – reżyseria: Adam Hanuszkiewicz
Szelmostwa Skapena – Molier – Argant – reżyseria: Jan Kulczyński
- 1964: Ślub – Andrzej Górny – reżyseria: Adam Hanuszkiewicz

Ostry dyżur – Jerzy Lutowski – reżyseria: Andrzej Szafiański
Mistrz – Zdzisław Skowroński – reżyseria: Jerzy Antczak
- 1965: Ifigenia w Taurydzie – Johann Wolfgang Goethe – postać: król Taurydy Toas, reżyseria: Erwin Axer

Volpone – Ben Jonson – reżyseria: Zygmunt Hübner
Szósty lipca – Szatrow Michał – postać: Aleksandrowicz – reżyseria: Jerzy Krasowski
Stanisław i Bogumił – Dąbrowska Maria – postać: Henryk, Opat Waltenburski – reżyseria: Jerzy Krasowski
Głos Zdzisław Skowroński – postać: Delegat I – reżyseria: Jerzy Antczak
Adwokat i róże – Jerzy Szaniawski – reżyseria: Andrzej Łapicki
Damy i huzary – Aleksander Fredro – reżyseria: Józef Słotwiński
- 1966: Aszantka – Włodzimierz Perzyński – postać: Wuj Bratkowski – reżyseria: Stanisław Brejdygant

Dwie humoreski o stosunku do zwierząt – Sławomir Mrożek – postać: Staruszek – reżyseria: Erwin Axer
Horsztyński – Juliusz Słowacki – postać: Ojciec Prokop – reżyseria: Jerzy Kreczmar
Skowronek – Jean Anouilh – postać: Cauchon – reżyseria: Jerzy Antczak
- 1967: Kartoteka – Tadeusz Różewicz – postać: Ojciec – reżyseria: Konrad Swinarski

Antygona – Sofokles – postać: Posłaniec – reżyseria: Jerzy Gruza
Król Edyp – Sofokles – postać: Posłaniec – reżyseria: Jerzy Gruza
Stawka większa niż życie (odc. Cicha przystań) – postać: Hotelarz Tietz – reżyseria: Andrzej Konic
Drewniany talerz – Edmund Morris – postać: Glenn – reżyseria: Jan Bratkowski
Grube ryby – Michał Bałucki – postać: Pagatowicz – reżyseria: Jerzy Rakowiecki
Sędzia Irving – według Roberta Penna Warrena – postać: Willy Stark – reżyseria: Andrzej Konic
Gruszeczka, czyli wizyta obcej pani – Stanisława Fleszarowa-Muskat – postać: Cieślak – reżyseria: Józef Słotwiński
Grający pomnik – Maciej Patkowski – postać: Ojciec Anny – reżyseria: Jan Bratkowski
Trąd w pałacu sprawiedliwości – Ugo Betti – postać: Croz – reżyseria: Gustaw Holoubek
Spóźnione kwiaty – Anton Czechow – postać: Nikifor – reżyseria: Anatolij Nall
- 1969: Kollokacja – Józef Korzeniowski – postać: Pan Cepowski – reżyseria: Maryna Broniewska

Konsul Bernick – Henrik Ibsen – postać: Krap – reżyseria: Jan Bratkowski
Burza – Aleksander Ostrowski – postać: Kuligin – reżyseria: Jan Kulczyński
Epilog norymberski – Jerzy Antczak – postać: Joachim von Ribbentrop – reżyseria: Jerzy Antczak
- 1970: Powrót o 7-ej – Robert C. Sherriff – postać: Inspektor – reżyseria: Andrzej Konic

Dziewczęta z Nowolipek (część II – Kwiryna) – Pola Gojawiczyńska – reżyseria: Stanisław Wohl
Dziewczęta z Nowolipek (część IV – Amelka) – Pola Gojawiczyńska – postać: Aptekarz – reżyseria: Stanisław Wohl
Balladyna – Juliusz Słowacki – postać: Pustelnik – reżyseria: Ewa Petelska, Czesław Petelski
Trąd w pałacu sprawiedliwości – Ugo Betti – postać: Croz – reżyseria: Gustaw Holoubek
Żaglowce, białe żaglowce – Jarosław Abramow-Newerly – postać: Major – reżyseria: Kazimierz Braun
Pan Tadeusz (Księga II – Zamek) – Adam Mickiewicz – postać: Gerwazy – reżyseria: Adam Hanuszkiewicz
- 1977: Przed burzą – Ryszard Frelek, Włodzimierz Kowalski – postać: lord Halifax, reżyseria: Roman Wionczek

## Radio
Występował w słuchowiskach radiowych, m.in. Jacka Janczarskiego i Adama Kreczmara.
- Saga Rodu Wymęga-Zarawiejskich – pradziad Hubert

## Ordery i odznaczenia
- Krzyż Oficerski Orderu Odrodzenia Polski (1973)
- Złoty Krzyż Zasługi (15 lipca 1954)[4]
- Warszawski Krzyż Powstańczy
- Medal 30-lecia Polski Ludowej
- Medal 10-lecia Polski Ludowej (19 stycznia 1955)[5]
- Medal Komisji Edukacji Narodowej (1978)
- Odznaka „Zasłużony Działacz Kultury” (1976)
- Złota Odznaka honorowa „Za Zasługi dla Warszawy”

## Nagrody
- 1953 – Nagroda Państwowa III stopnia (zespołowa) za rolę Mariana Korbickiego w przedstawieniu „Domek z kart” w Teatrze Współczesnym w Warszawie
- 1970 – nagroda Komitetu ds. PRiTV za wybitne kreacje aktorskie w spektaklach Teatru TV
- 1971 – nagroda ministra kultury i sztuki I stopnia za wybitne kreacje aktorskie
- 1973 – nagroda Komitetu ds. PRiTV za wybitne kreacje aktorskie w Teatrze TV
- 1977 – nagroda teatralna tygodnika „Przyjaźń” za rolę Kelina Ababija w przedstawieniu „Największa świętość” Iona Drucego w Teatrze Współczesnym w Warszawie
- 1977 – Złota Syrenka
- 1977 – Nagroda Miasta Stołecznego Warszawy
- 1978 – Grand Prix za najwybitniejszą kreację aktorską na festiwalu – rolę Kelina w sztuce „Największa świętość” w Teatrze Współczesnym w Warszawie
- 1980 – nagroda przewodniczącego Komitetu ds. PRiTV za wybitne kreacje aktorskie w programach radiowych i tv
- 1990 – Złoty Wawrzyn Grzymały